# 침팬지
침팬지(영어: chimpanzee, 문화어: 침판지, 학명 : Pan troglodytes)는 사람과 침팬지 속에 속하는 유인원이다. 한때는 초식동물로 여겨졌으나, 영국의 동물학자이자 평화운동가인 제인 구달에 의해 무리 지어서 원숭이나 천산갑을 사냥하는 모습이 밝혀지면서 잡식동물로 재해석되었다. 유전적으로 사람과 가장 유사한 동물이라고 알려져 있다.
침팬지의 몸은 전체적으로 거친 검은 털로 뒤덮여 있지만 얼굴, 손가락, 손바닥, 발가락, 발바닥에는 털이 없다. 일반적으로 몸무게는 40-65kg이며 몸길이는 63-94cm이다. 임신 기간은 약 8개월이다. 새끼 침팬지는 3살이 되면 젖을 떼지만 그 이후로도 몇년간 어미 침팬지와 가까운 관계를 유지한다. 침팬지는 8-10살이 되면 사춘기를 맞이한다. 야생 침팬지의 수명은 대략 36년이며 사육되는 침팬지의 경우 50년이다.
침팬지는 삼림 속에서 살며 땅이나 나무 위에서 활동한다. 20-150마리의 무리를 지어 살지만, 낮에 돌아다니거나 먹이를 찾으러 다닐 땐 적은 마릿수의 무리를 지어 다닌다. 수컷 중심으로 무리가 돌아가며 엄격한 위계질서가 존재한다. 따라서 무리 속 분쟁이 일어날 경우 위계질서에 따라 해결하므로 비폭력적인 해결이 가능하다. 대부분의 경우, 침팬지는 도구를 사용할 줄 아는 것으로 기록되어 있다. 막대, 돌, 풀, 나뭇잎 등을 꿀, 흰개미 혹은 개미, 견과류, 물을 얻는데 사용하였다. 또한, 막대 끝을 날카롭게 만들어 나무에 작은 구멍에 서식하는 세네갈갈라고를 사냥하는 모습이 발견되었다. 이동할 때는 주로 일어서서 걸으며 나무 오르기나 점프를 하고 밤에는 나무 위에 나뭇가지를 꺾어 만든 잠자리에서 잔다. 먹이는 주로 과일이지만 잎·줄기·나무껍질·꽃 등과 영양 새끼·다람쥐 등의 포유동물도 잡아먹는다. 또한 새의 새끼나, 알, 혹은 개미 등의 곤충도 잡아먹는다. 먹이 때문에 서식장소를 변경하는 습성이 있으며 때로는 원주민들의 과수원을 습격하여 과일을 약탈하기도 한다. 항상 큰 목소리를 내며 먹이를 잡을 때 도구를 사용한다. 도구를 사용하는 행동은 지역에 따라 차이가 있는데 이는 각 지역집단에서 전승되어 온 문화적 행동인 것으로 추정된다. 우간다에서는 나뭇잎이 달린 나뭇가지를 부채처럼 흔들며 벌레를 쫓는 광경이 포착되었다. 분포 지역은 아프리카 중부이며 서식 지역은 저지대의 열대다우림·산지림·건조림 등이고 적응력이 좋다. 보통 20-80마리가 안정된 사회적 단위를 유지하면서 생활한다. 단위집단 내에는 가족과 같은 하위 단위는 없고 통일성이 없는 이합집산을 되풀이한다. 단위집단 내에서의 성관계는 자유롭다. 암컷은 성적 성숙기에 이르면 원래의 집단을 떠나고 인접 집단에 들어가 새끼를 낳고 키운다. 침팬지 사회는 집단 사이에 암컷을 교환하는 부계사회이다. 생태 특성상 공격성이 매우 강하다. 대중매체에서는 치타가 타잔에서 나오는 침팬지로 등장하며, 타잔의 친구이다.
침팬지는 IUCN 적색 목록에 등록된 멸종 위기 등급의 동물이다. 대략 170,000-300,000마리의 침팬지가 아프리카 서부와 중부의 숲과 사바나에 서식하는 것으로 추정된다. 침팬지에게 있어 가장 큰 위협은 서식지 감소, 밀렵, 질병이다.

## 특성
수컷 성체의 몸무게는 40-60kg, 암컷의 경우 32-47kg이다. 큰 야생 침팬지의 경우 70kg까지 자라날 수 있으며 트래비스와 같은 사육 침팬지들은 무게가 91kg에 육박하는 것으로 알려져 있다.네다리로 서 있을 때 코부터 엉덩이까지의 몸길이는 대략 63-94cm 사이며, 두 다리로 서 있을 때는 수컷은 160cm, 암컷은 130cm까지로 측정된다. 몸은 전체적으로 거친 검은 털로 뒤덮여 있지만 얼굴, 손가락, 손바닥, 발가락, 발바닥에는 털이 없다. 꼬리가 없는 게 특징이며 앞다리가 뒷다리보다 길고 귀가 크다. 다른 손가락과 마주 볼 수 있는 엄지손가락을 가졌고, 마찬가지로 엄지발가락 또한 다른 발가락과 마주 볼 수 있다. 이를 통해 더욱 정밀한 손,발 사용이 가능하고 나무에 기어오를 때 발가락으로 나뭇가지를 붙잡을 수 있다. 앞머리에는 긴 털이 있고 입술 부근에는 거친 흰 털이 있다. 코는 편평하여 피부의 주름과 같이 보이고 몸과 다리는 통통하고 짧다. 이빨 수는 사람과 같은 32개이고 염색체 수는 사람보다 한 쌍이 많다. 침팬지의 시력은 약 1.5 정도이다. 성적으로 성숙하기까지는 암컷이 약 7년, 수컷이 약 8년이 걸린다. 암컷은 약 11살이 되면 첫 새끼를 낳는데, 임신 기간은 약 8개월이고, 3-4년마다 한 마리의 새끼를 낳는다. 새끼는 암컷이 키우는데, 약 5개월이 될 때까지 안고 다니고 새끼 침팬지가 3살이 되면 젖을 뗀다. 그 이후로도 몇년간 어미 침팬지와 가까운 관계를 유지하다 약 6년이 지나면 떠나보낸다. 침팬지는 서로 '털 고르기'를 통해서 오물이나 벌레 등을 떼어 준다. 투덜대거나 비명을 질러 감정을 표현하고, 상대방을 껴안거나 몸을 만지며 의사 표현을 한다. 짧은 거리의 경우 이족보행이 가능하지만, 일반적으로 사족보행을 하는 동물이다. 걸을 때 뒷다리는 발바닥 전체를 사용하고 앞다리는 손등을 땅에 디디며 걷는다. 이는 손바닥을 사용하여 걷는 오랑우탄과는 대비되는 특성이며, 침팬지와 같은 손등 걷기를 사용하는 동물은 고릴라와 보노보가 있다.

## 생활
침팬지는 적응력이 좋은 동물이며 서식지가 다양하게 분포되어 있는 것이 특징이다. 서식지는 열대다우림, 산지림, 건조림이다. 침팬지는 행동 범위를 기억하고 먹이를 꾸준하게 찾아낼 수 있을 만큼 인지지도가 뛰어난 동물이다. 어미의 보살핌이 필요한 어린 침팬지를 제외하고 모든 침팬지들은 각기 다른 나무에서 둥지를 트고 매일 다른 곳에서 밤을 지낸다. 코트디부아르와 가봉에서는 표범이 침팬지의 생태계에 위협을 가하는 포식자이다. 이들을 경계하기 위해 침팬지들은 집단으로 모여 표범을 공격하거나 새끼를 죽이기도 한다. 탄자니아의 국립공원에서는 사자가 4마리의 침팬지를 잡아먹은 것으로 추정되나 이후 더 이상 포착된 바는 없다. 사바나의 침팬지들이 더 큰 무리를 지어 고양잇과의 포식자들을 견제한 것으로 추정된다.

### 먹이
잡식성이지만 과일을 가장 선호한다. 나뭇잎, 잎눈, 씨앗, 꽃, 줄기, 중과피, 나무껍질, 나뭇진 또한 먹는다. 곤충과 고기도 먹지만 비율로 계산하면 2%로 추정된다.침팬지는 대부분 초식 생활을 하지만 꿀, 흙, 곤충, 새, 달걀, 작은 포유류 동물, 다른 종의 영장류 등을 먹기도 한다. 침팬지가 가장 선호하는 포유류 동물은 서부붉은콜로부스이며, 그 외에는 동부콜로부스, 검댕망가베이, 다이애나원숭이, 브라자원숭이, 붉은꼬리원숭이, 노랑개코원숭이, 파란다이커, 천산갑, 임바발라, 혹멧돼지가 있다.
곤충과 무척추동물 등을 사냥하고 잡아 먹는 것으로 널리 알려진 사실과는 달리 침팬지의 섭식 비율을 계산하면 사냥하여 먹는 동물의 비율은 2%밖에 차지 하지 않으며 사냥철에는 하루에 65g의 고기를 먹는다. 이 측정치는 무리에 따라 다르고 또 매년 다르다. 그러나 대부분의 경우 과일, 잎, 뿌리, 등 식물을 주로 섭취한다.연구 결과에 따르면 암컷 침팬지는 수컷보다 적은 양의 고기를 먹는다.

## 행동
사람이 침팬지를 관찰할 경우 행동에 영향을 끼칠 수 있기 때문에 드론, 카메라, 마이크 등을 사용하여 관찰하는 것이 더욱 정확하다.

### 조직 구조
20-150마리의 무리를 지어 살지만, 낮에 돌아다니거나 먹이를 찾으러 다닐 땐 적은 마릿수의 무리를 지어 다니며 이때의 무리는 나이와 성별에 관계없이 구성되어 있다. 암컷과 수컷 모두 때때로 홀로 이동할 때가 있다. 환경과 때에 따라 무리를 변경한다. 침팬지 무리의 종류를 살펴보자면 '수컷 무리', '암컷과 새끼 무리', '암컷과 수컷 무리', '어미 침팬지와 새끼 무리'가 있다. 침팬지는 조직 내에서 복잡한 상호 관계망을 이루고 있으며 많은 시간을 서로에게 '털 고르기'를 해주는데 할애한다.
조직 사회의 핵심적 역할은 수컷이 맡고 있다. 자신의 무리를 보호하고 먹이를 찾아다니려 주위를 돌아다닌다. 수컷은 자신이 태어난 무리에 머무르지만 암컷은 청년기에 원래의 무리를 떠나 다른 무리로 이동한다. 수컷들 사이에선 지배 계급에 따라 위계질서가 이루어져 있고 암컷은 수컷의 지배하에 생활한다.
침팬지와 보노보는 사춘기 암컷이 새로운 무리로 이동하여 부계 거주 형태를 보인다. 미토콘드리아 DNA (mtDNA)와 Y 염색체 차이 분석 결과,
호모 사피엔스 사회의 많은 집단에서 부계 지역성 양식이 나타난다. mtDNA는 모계 유전인데 집단간 유전 다양성 높고, Y‑염색체는 부계 유전인데 다양성이 낮다. 이 때문에 남성이 현 집단에 남고, 여성이 다른 집단에서 유입되었다고 해석된다.

### 의사소통
다양한 표정, 몸짓, 소리를 통해 다른 개체와 소통한다. 가까이 있는 개체와 소통할 때 얼굴 표정이 중요한 역할을 한다. 무서울 땐 ‘이빨을 내보이며 웃는 표정’을 지으며 이를 통해 근처에 있는 다른 침팬지들에게도 알린다. 다른 얼굴 표정으로는 ‘입술을 젖히는 표정’, ‘입을 뿌루퉁하게 내미는 표정’, ‘입을 굳게 다문 표정’이 있다.
발성 또한 중요한 의사소통 방법이다. “팬트 후트”는 성체 침팬지들끼리 서로를 부를 때 쓰는 가장 대표적인 인사법이며 흥분했을 때 사용된다. 팬트 후트는 ‘우우우우’라고 외치는 인사법이며 네 파트로 나뉘어 있다. 처음의 ‘우’는 부드럽게 시작하여 점차 커지고 나중엔 크게 소리 지르는 듯이 들리며 이후엔 다시 부드럽게 ‘우’를 외치고 끝난다. 서열이 낮은 침팬지는 높은 침팬지에게 “팬트 그런트”라는 인사법을 사용한다.

### 도구 사용
대부분의 경우, 도구를 사용할 줄 아는 것으로 기록되어 있다. 막대, 돌, 풀, 잎을 조작하여 꿀, 개미, 흰개미, 견과류, 물을 얻는데 사용한다. 어렵고 복잡한 차원은 아니지만 행동 전에 사전 숙고를 하고 기술을 사용하는 것이 포착되었다. 1960년 제인 구달의 연구를 통해 현대의 침팬지들이 도구 사용을 시작한 것으로 알려져 있다. 하지만 2007년 발표된 연구결과에 따르면 침팬지는 최소 4,300년 전부터 돌을 가지고 도구 사용을 해왔다.

## 침팬지와 사람

### 현장 연구
처음으로 침팬지에 대한 장기 현장 연구를 실행한 사람이 제인 구달이다. 1960년 탄자니아의 곰비 국립공원에서 연구를 시작하였다. 오늘날 알려진 침팬지의 행동 양식과 조직 문화에 대한 지식은 상당 부분 50년째 진행되고 있는 제인 구달의 곰비 현장 연구에서 기초하였다. 그 외의 다른 현장 연구로는 1960년 아드리안 코르틀란트의 콩고 민주 공화국 연구와 주니치로 이타니의 탄자니아의 마할레 마운틴 국립공원 연구가 있다.

### 공격 행동
침팬지는 사람을 공격하는 것으로 알려져 있다. 우간다에서 침팬지가 어린아이들을 공격한 일이 여러 번 있었으며 그중 목숨까지 위험했던 경우도 있다. 공격의 원인으로는 근처 맥주 양조장에서 술을 마시고 취한 침팬지가 공격했을 가능성과 어린아이를 자신들이 즐겨 먹는 서부붉은콜로부스로 오인하여 공격했을 가능성이 있다. 침팬지가 인간을 잠재적 경쟁자로 생각할 경우 이들과 교감하려는 시도는 위험할 수 있다. 인간 아기를 낚아채 먹었다는 6개의 기록이 있다.
침팬지의 힘과 날카로운 이빨은 성인에게도 치명적일 수 있다. 침팬지의 공격으로 다친 사례가 있다. 종합 스톡 자동차 경주 선수 출신 제임스 데이비스는 침팬지 두 마리가 덤벼들어 살이 찢기는 상처를 입었고 침팬지는 도살되었다. 또 다른 사건으로는 2009년에 미국 스탬퍼드 도시에서 애완 침팬지 트래비스가 주인의 친구를 공격한 경우가 있다. 트래비스의 경우 91kg에 육박하는 13살 침팬지였으며 피해자는 손, 눈꺼풀, 코, 상악골 일부를 잃었다.

## 사진

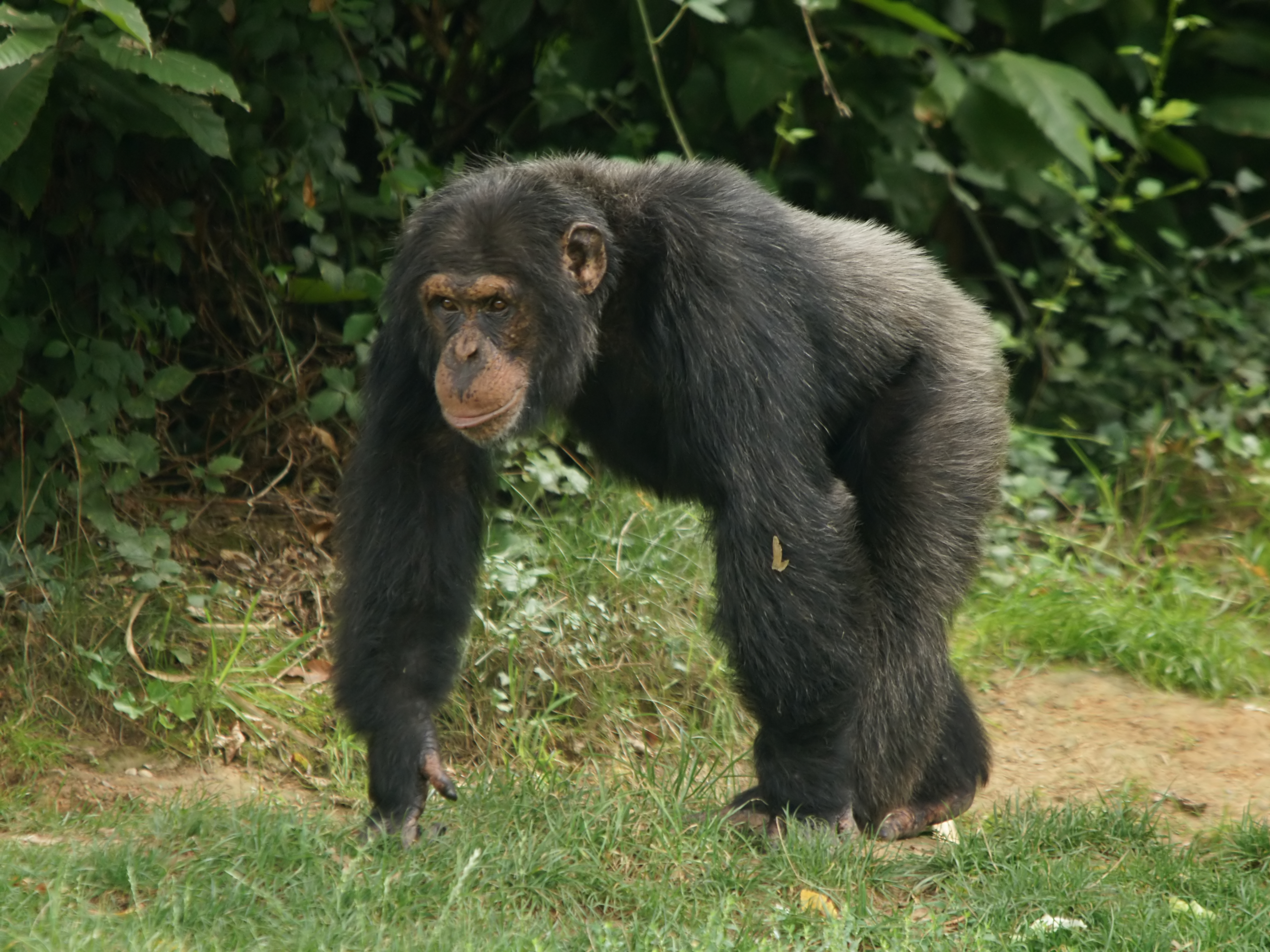
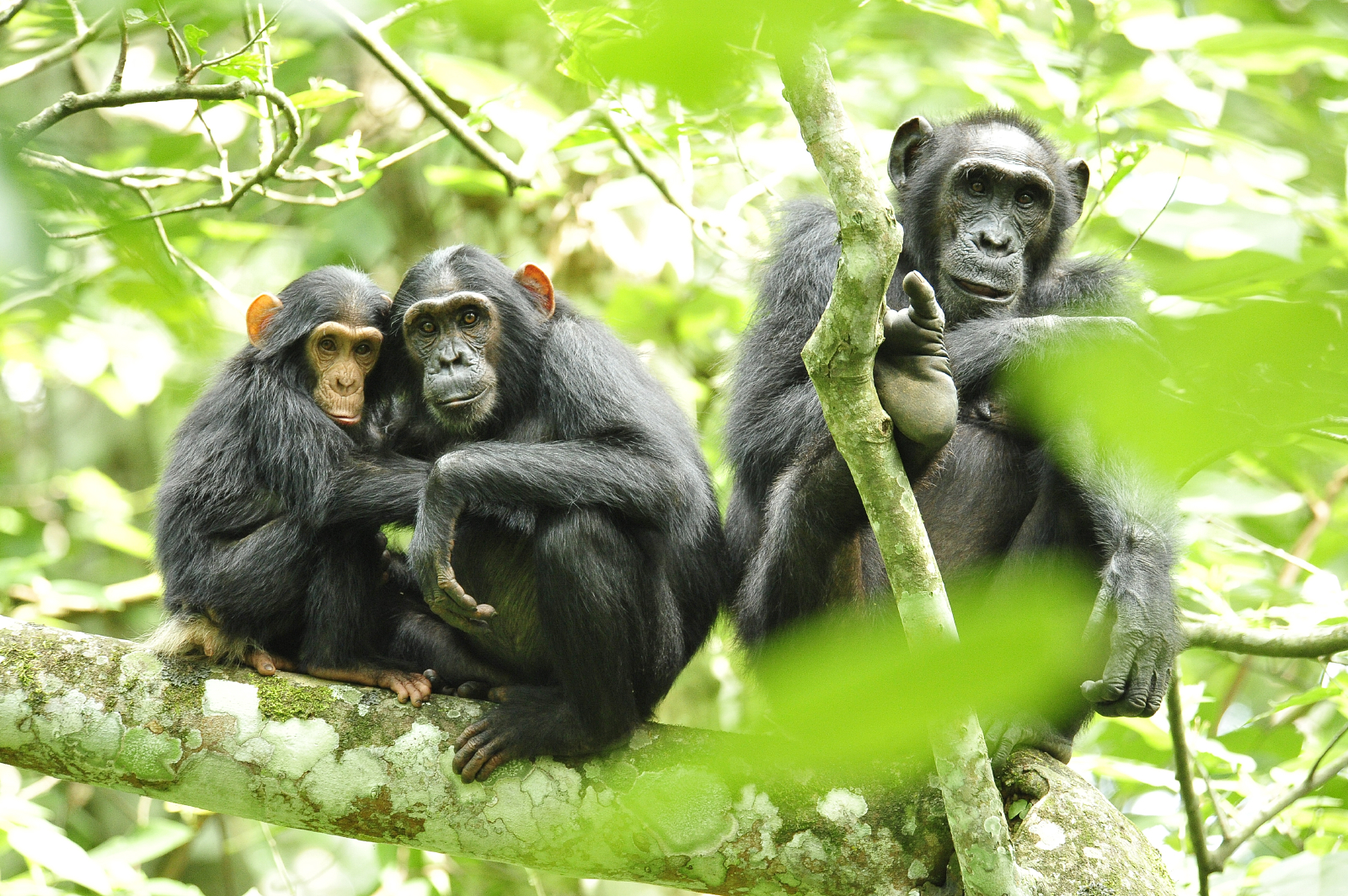

## 아종
서아프리카의 시에라리온·가이아나 부근을 경계로 하여 적도를 비스듬히 가로질러 남쪽으로 탕가니카호(湖)까지 분포한다. 아종의 종류와 분포 지역은 다음과 같다.
- 중부침팬지 (Pan troglodytes troglodytes) - 카메룬, 중앙아프리카공화국, 적도기니, 가봉, 콩고, 콩고민주공화국
- 서부침팬지 (Pan troglodytes verus) - 기니, 말리, 시에라리온, 라이베리아, 코트디부아르, 가나, 나이지리아
- 나이지리아-카메룬침팬지 (Pan troglodytes vellerosus) - 나이지리아와 카메룬
- 동부침팬지 (Pan troglodytes schweinfurthii) - 중앙아프리카공화국, 수단, 콩고민주공화국, 우간다, 르완다, 부룬디, 탄자니아, 잠비아

## 침팬지가 모티브인 캐릭터
- 마다가스카 - 메이슨, 필

## 같이 보기
- 제인 구달
- 곰베 침팬지 전쟁
- 보노보#잡종: 침팬지와 잡종을 만들 수 있다.